# Тофте, Вальдемар
Вальдемар Тофте (дат. Valdemar Tofte; 21 октября 1832 — 28 мая 1907) — датский скрипач.
Учился частным образом у музыкантов из оркестра Ханса Кристиана Лумбю. С 18 лет играл в оркестре Музыкального общества под руководством Нильса Гаде. По рекомендации Гаде в 1853—1856 гг. учился в Ганновере у Йозефа Иоахима, по возвращении дебютировал как солист. В 1863—1893 гг. концертмейстер Королевской капеллы. Играл также в составе квартета Датского музыкального общества (вместе с Францем Нерудой).
В 1867—1904 гг. Тофте преподавал скрипку в Копенгагенской консерватории и считается ключевой фигурой в развитии национальной исполнительской школы. Учениками Тофте были, в частности, Карл Нильсен, Аксель Гаде, Франц Гильдебранд, Георг Хёэберг, Макс Шлютер, а также, частным образом, Йенс Эмборг.